# منطقة جافريلوفو-بوسادسكي
منطقة جافريلوفو-بوسادسكي (بالروسية: Гаври́лово-Поса́дский райо́н) في الجنوب الغربي من إيفانوفو أوبلاست. المركز الإداري للمنطقة هي «مدينة جافريلوف بوساد». تَمَّ تشكيلها في عام 1929 كجزء من منطقة ألكساندروفسكي في منطقة إيفانوفو الصناعية.

## العَلَم
علم المنطقة عبارة عن لوحة بيضاء مستطيلة بنسبة عرض إلى طول 2:3، مع شريط أخضر على طول الحافة السفلية للوحة (1/5 من عرض اللوحة) وفي المنتصف، صورة حصان وجندي (يرتدي ألوان الأحمر والأسود والرمادي والأصفر والوردي) الذي يتجاوز حدود الشريط في الأسفل. وقد تَمَّت المصادقة عليه بقرار مجلس نواب للمنطقة في الدعوة الثالثة رقم 130 بتاريخ 26 ديسمبر 2007.

## وصلات خارجيَّة
- الموقع الرسمي
- [[منتخب  لاتحاد الرغبي|]] منطقة جافريلوفو-بوسادسكي على خرائط ياندكس (بالإحداثيات)